# 芦笙舞
芦笙舞又被称为踩芦笙、踩歌堂，是一种中国民间传统舞蹈。表演男子一边吹芦笙，一边以下肢（包括胯、膝、踝）的灵活舞动表演舞蹈。虽然国家非物质文化遗产认定时称为“苗族芦笙舞”，其实际流行于贵州、广西、湖南、云南等地的苗族、侗族、布依族、水族、仡佬族、壮族、瑶族、拉祜族等民族聚居区。在其活跃地，族人从儿童时代起就学吹芦笙和跳芦笙舞，女子以男子吹芦笙和跳芦笙舞的技巧判断其是否适合作为结婚对象。后来，苗族芦笙舞多在年节、集会、庆贺等喜庆时候表演。

## 历史
有说法称，相传盘古开天地的时候，苗族祖先靠狩猎飞禽走兽制作衣服和食物。为方便捕获鸟兽，一名苗族男子砍下树木和竹子，制成芦笙吹奏模仿鸟兽的鸣叫和动作，引诱各类鸟兽。他的成功诱捕激发了其他苗族人的模仿。但此来历存在争议。
另有来自《阿卯古史传说》的说法，称苗族先民由于有来自莱色米夫地的敌人“闪岛觉地福”，苗族屡战不胜，于是向南风吹来的方向迁移。迁移过程中，在夜里为免走失以及驱除寒气，吹芦笙燃起篝火召集人群。
从已经出土的西汉的铜芦笙乐舞俑分析，芦笙舞至少有超过两千年的历史。明朝人倪辂《南昭野史》写道"每孟岁跳月，男吹芦笙、女振铃合唱，并肩舞蹈、终日不倦"。

## 表演场合
最初，苗族芦笙舞于举行祭祀活动、婚礼、丧葬仪式、新屋落成时跳。后来，年节、欢庆丰收和男女青年进行传统社交活动时也跳苗族芦笙舞。

## 性质分类

### 娱乐性质
自娱自乐的芦笙舞通常在草坪、河坝或山坡空地上进行。表现形式通常有两种：第一种是男吹芦笙，女持花手帕，男一圈、女一圈将一群吹大芦笙的舞者围在中间；另一种是由一对以上的芦笙手做领舞，多为女性的参与者尾随其后围圈跳舞。
从动作上看，自娱性质的苗族芦笙舞可分为"踩"和"跳"两种："踩"两膝轻微屈伸 按吹奏节奏向前移动；"跳"由动力脚落地后，下肢颤动以及抬脚踹动，上身随之摆动。
大年三十晚上饭后，人们会特意到别人家一家一家地约舞，最后差不多全村人都会一起跳舞。

### 习俗性质
每年“花山节”的时候，男女青年会一起庆祝节日以及选择配偶。这天跳的芦笙舞古时称为“跳花”或“跳月”。这并非存在于每个苗族山寨，有此习俗的山寨很多都设有“跳月”的月亮场或“跳花”的花场。其中较为著名的是黔东南地区的“讨花带”和黔中地区的“牵羊”。“讨花带”是小伙子边跳芦笙舞边吹芦笙曲向自己爱慕的姑娘求爱的行动（又名“讨花带子”），女方若喜欢男方，就会把自己编织的花带拴在男方的芦笙上。“牵羊”则是女方将花带拴在向其求爱的男方腰上，牵着花带的一端跟着男方一起跳舞。
此外在广西融水一带，也有在节日上跳这个舞的活动。参加舞蹈的常为十二人，队形呈三人一横排、四人一竖排的长方阵。

### 表演性质
表演性芦笙舞多数是在节日或集会中，村寨之间作为竞技的形式集体比赛。比赛的标准包括吹奏乐曲多少，舞蹈时间长短，声音效果，动作和步法丰富程度等。其中会有高难度的表演，或是模仿动物的表演。

### 祭祀性质
祭祀性芦笙只在"吃牯脏"(杀牛祭祖)时才跳。舞者多数为中、老年人，吹奏的大芦笙长度从三尺到一丈左右。通常是在木鼓、铜鼓的伴奏下跳舞。

### 礼仪性质
礼仪性芦笙舞在男婚女嫁、新屋落成等喜庆活动中进行。

## 地区分类
各个地区有不同特色的芦笙舞，比较著名的有贵州省丹寨县的“锦鸡舞”、贵州省贵定县的“鼓龙鼓虎-长衫龙”、贵州省纳雍县的“滚山珠”。

## 舞步
“探路步”是芦笙舞的基本舞步。左脚提起向左侧空划出小半圆落地，右脚左靠，同时身体向左侧横移，右微微斜腰，右脚再做对称动作。“探路步”、“双踏浪”是简单的基础动作，除此以外还有“跪地下腰”、“板凳下下腰”、“滚地笙”、“双腿蹬天”、“望家乡”等难度大、技巧高的动作组合。